# Tom Richmond
Tom Richmond (né le 4 mai 1966) est un illustrateur et caricaturiste américain. Il a préside la National Cartoonists Society de 2011 à 2015.

## Prix et récompenses

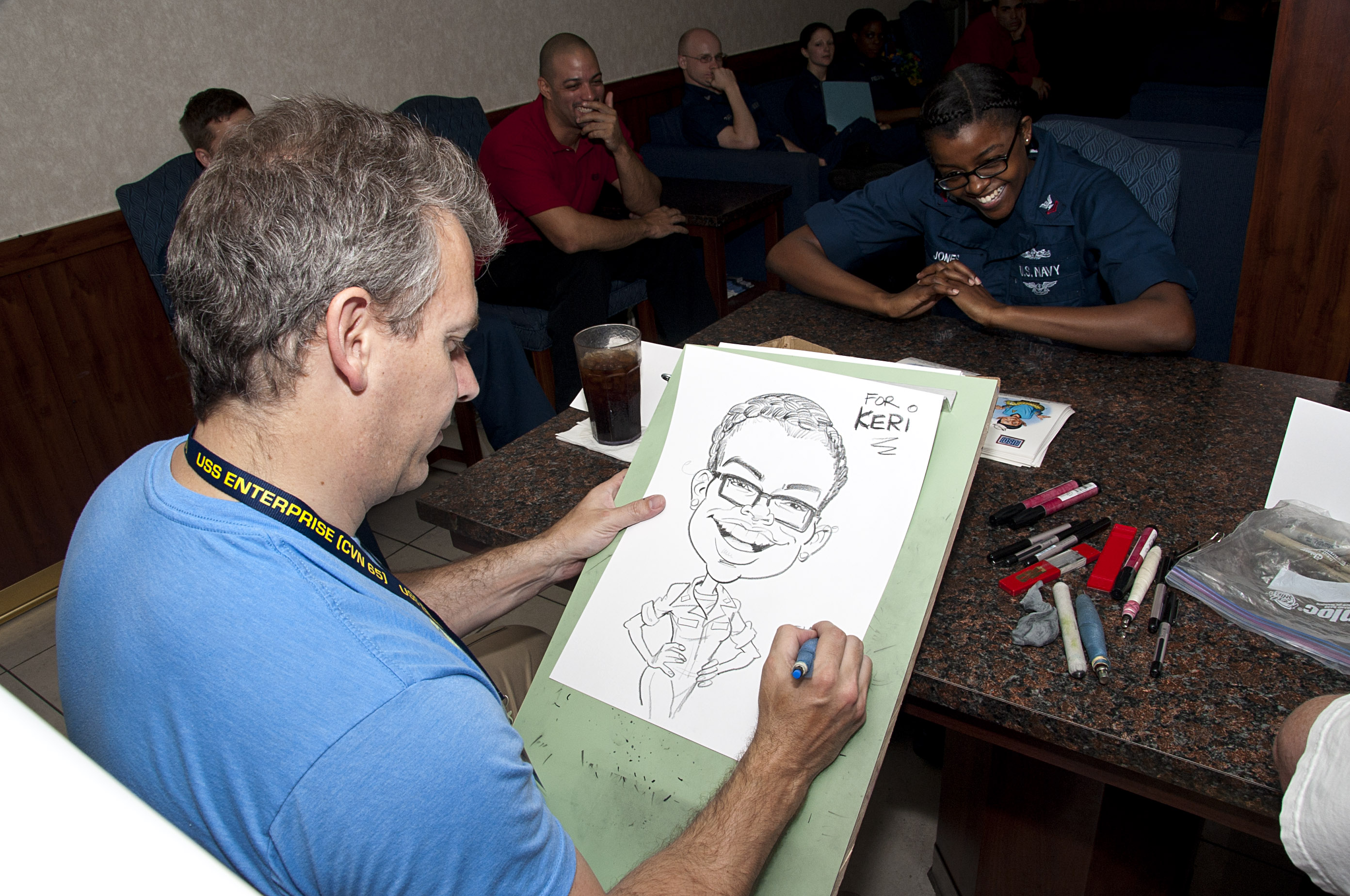
Tom Richmond caricature un membre du personnel à bord du porte-avions américain USS Enterprise (CVN 65) en 2012.

- 2006 : Prix de l'illustration publicitaire de la National Cartoonists Society
- 2007-08 : Prix de l'illustration publicitaire de la National Cartoonists Society
- 2010 : Prix de l'illustration de journal de la National Cartoonists Society
- 2012 : Prix Reuben pour ses travaux dans Mad
- 2015 : Prix de l'illustration de magazine de la National Cartoonists Society